# 奧爾巴尼 (喬治亞州)
奧爾巴尼（Albany）是美國佐治亞州的一座城市。位於佐治亞州的西南部。在行政區劃上屬多爾蒂縣。據2010年人口普查，奧爾巴尼人口有77,434人。是佐治亞州人口第8大都市。